# Chimonobambusa tuberculata
Chimonobambusa tuberculata là một loài thực vật có hoa trong họ Hòa thảo. Loài này được Hsueh f. & L.Z.Gao mô tả khoa học đầu tiên năm 1987.